# Žličar
Žličar je priimek več znanih Slovencev:
- Franc Žličar (1839—1867), duhovnik in prevajalec
- Ivan Žličar (1910 1983), profesor verouka, ravnatelj Slomškovega dijaškega semenišča, monsinjor
- Katja Žličar Marin, klavirska pedagoginja
- Nikolaj Žličar (*1949), dirigent